# 1852 год в театре
1852 год в театре

## Премьеры
- В Калькутте поставлены первые бенгальские трагедия («Упоение славой» Гупто) и комедия («Бхадраар-джун» Сикдара).
- Трагедия «Пьетро Микка» Витторио Берсецио (Театр «Кариньяно», Турин)[1].
- Комедия «Школа брака» Мануэля Бретона Де Лос Эррероса («Придворный театр», Мадрид).
- Комедия М. Ф. Ахундова «Везир Ленкоранского ханства» («Везир серабского ханства», «Приключения везиря ленкоранского ханства») на русском языке в авторском переводе (Тифлисский театр).
- Мещанская драма «Вина и Искупление» Х. Схиммела.
- Комедия «Дочь цветов» Г. Гомес де Авельянеда («Театр дель Принципе», Труппа Ромеа, Мадрид).
- Драма «Дама с камелиями» А. Дюма-сына в парижском театре «Водевиль» (Маргарита Готье — Дош, Арман Дюваль — Фехтер, Дюваль-отец — Лафонтен, Панина — Вормс, Прюданс — Астрюк).
- Романтическая драма «Ночь на Святого Ханса» («Норвежский театр», Берген).
- Ф. Лист осуществил в Веймарском придворном театре постановку «Манфреда» Дж. Г. Байрона с музыкой Р. Шумана.
- Трагедия «Маккавеи» Отто Людвига в «Бургтеатре» (Вена).
- «Величие и падение господина Жозефа Прюдома» Анри Монье и Г. Ваэзома в парижском «Одеоне». В роли Прюдома — А. Монье.
- «Таконне, или Актёр бульваров» в театре «Варьете» с Ф. Леметром) в заглавной роли.
- Комедия «Мизантроп» Э. Лабиша.

## В России
- Первая постановка «Скупого рыцаря» Александра Пушкина — Петербургский театр (Барон — В. Каратыгин, Альбер — А. Максимов).
- 27 октября — первое представление отдельных сцен «Маскарада» М. Ю. Лермонтова на профессиональной сцене — Александринский театр (Арбенин — В. Каратыгин, Нина — Читау).
- «Безденежье» И. С. Тургенева (написана в 1845 году) в Александринском театре. Спектакль был показан только два раза.
- «Рассказ о капитане Копейкине» из поэмы «Мёртвые души» Н. В. Гоголя в Малом театре.
- Водевиль «Ночь накануне Ивана Купала» С. С. Гулак-Артемовского.
- «Свадьба хевсуров» и «Разве дядюшка женился?» З. Н. Антонова (Тифлисский театр).
- «Тарас Бульба» по Н. В. Гоголю в Александринском театре.
- В Малом театре осуществлена вторая постановка «Недоросля» Д. И. Фонвизина (Митрофан — С. Васильев, Скотинин — П. М. Садовский).
- «Свадьба хевсуров» и «Разве дядюшка женился?» З. Н. Антонова (Тифлисский театр).
- Комическая опера «Селянка» В. И. Дудина-Марцинкевича (сочинена в 1846 году) на музыку Монюшко (Минск?).

## Знаменательные события
- В Красноярске труппой заезжих гастролёров (антреприза Петрова) в отделении кантонистов был поставлен водевиль Ленского «Час в тюрьме или в чужом пиру похмелье».
- В Амстердаме открыт «Гран-театр».
- Хуан Антонио Артсенбуч стал президентом Совета театров Испании.
- В швейцарском Берне, ставшем в 1948 году столицей, открыт «Зоммертеатр». Вскоре прекратил существование.
- Открыт Румынский национальный театр им. И. Л. Караджале (первоначально назывался «Большой театр», с 1877 года — Национальный театр).
- В Бомбее создан первый гуджаратский театр — «Театральная компания парсов».
- Белорусский драматург В. И. Дунин-Марцинкевич создал труппу.
- Х. Ибсен возглавил «Норвежский театр» в Бергене.
- В городе Иванове крепостной крестьянин графа Шереметева Я. Шаров организовал публичный крепостной театр. Не получив правительственного разрешения, театр был закрыт.
- В Казани построено новое здание театра.
- В Париже основан цирк «Сирк деивер».
- В Рио-де-Жанейро основан театр «Правизориу».
- Режим Второй империи восстановил во Франции театральную цензуру.

## Родились
- 21 января — литовский театральный деятель Г. Ландсбергис-Жемкальнис.
- 30 января — румынский писатель и драматург И. Л. Караджале.
- 4 февраля — русский театральный художник Евгений Петрович Пономарёв.
- (21) февраля 1852 — русский актёр Т. А. Чужбинов.
- 15 марта — ирландский драматург Изабелла Августа Грегори.
- (10) апреля 1852 — русский антрепренёр Ф. А. Корш, основатель Театра Корша.
- 18 мая — еврейский драматург и критик И. Л. Перес де Монтальван.
- 25 июня — писатель и драматург Н. Э. Гейнце.
- 20 июля — итальянский актёр Луиджи Рази.
- 31 июля — итальянский драматург Джачинто Галлина.
- 2 сентября — французский писатель, критик и драматург Поль Бурж.
- 21 октября — польский драматург и театральный деятель Мариан Гавалевич.
- 9 (22) октября 1852 — русская актриса Надежда Сергеевна Васильева.
- (26) декабря 1852 — эстонский писатель и драматург Иохан Кундер.
- аргентинский актёр Алехандро Альмада.
- армянская актриса Астхик (Ампер Катарджян).
- русский театральный художник Анатолий Фёдорович Гельцер.
- русский актёр Далматов (Василий Пантелеймонович Лучич).
- армянский поэт и драматург Петрос Дурян.
- еврейский драматург Д. Захик.
- египетский актёр Салям аль-Хиджази.
- венецианский комедийный актёр Э. Заго.
- португальский писатель и драматург Жуан Камаро.
- шведский актёр Карл Вильгельм Эмиль Хильберг.
- русская актриса Евгения Александровна Яблочкина.

## Скончались
- русский писатель и драматург Н. В. Гоголь.
- 10 апреля — американский английский драматург и актёр Дж. Х. Пейн.
- 24 апреля — русский поэт Василий Жуковский.
- 23 июня (5 июля) — Михаил Николаевич Загоскин, русский писатель, драматург, директор московских театров.
- 9 сентября –  Винцентий Ипполит Гаварецкий, польский драматург.
- 30 ноября — английский американский актёр Джуниус Брутус Бут (Бутс).
- каталонский драматург (поэт) Ф. Ренарт.

## Драматургия
- драма «Росас» аргентинского драматурга П. Эчагуэ. Поставлена в 1860 г.
- Комедия «Приключение скряги» («Гаджи Кара») М. Ф. Ахундова (на азербайджанском языке).
- Драма «Шипы и цветы» Камилу Каштелу Бранку.
- Комедия «Не в свои сани не садись» А. Н. Островского (поставлена в 1853 году).
- Комедия «Ипохондрик» А. Ф. Писемского (поставлена в 1855 году).
- Одноактная комедия «Вечер в Сорренто» И. С. Тугенева (поставлена в 1885 году).
- Драма Педро Эчагуэ «Росас» (поставлена в 1860 году).